# 优越虎耳草
优越虎耳草（学名：Saxifraga egregia），为虎耳草科虎耳草属下的一个植物种。